# Ánfora de Neso

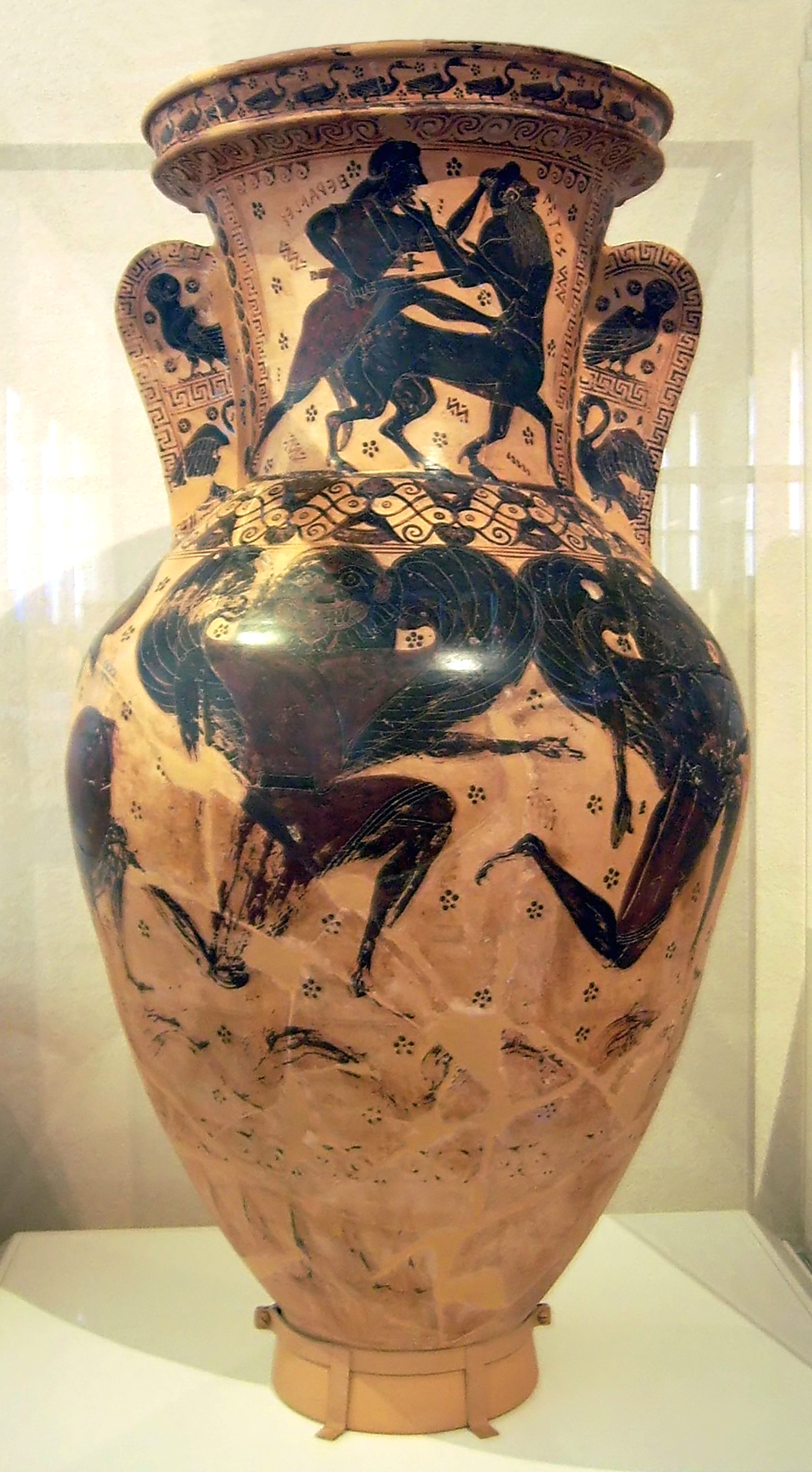
Frente del ánfora.

El Ánfora de Neso, también vaso de Neso, es una obra temprana de la cerámica ática. Se considera una de las obras centrales y más importantes de la cerámica ática y la primera obra individual y distintiva del estilo. El pintor recibió el nombre convenido de Pintor de Neso por este vaso.
El ánfora de cuello, alta y comparativamente delgada, tiene un tamaño superior a la media. Se reconstruyó a partir de muchos fragmentos y se añadieron las partes que faltaban. El vaso tiene un color amarillo inusualmente brillante para la cerámica ática. Se trata de una forma de ánfora ática de nuevo desarrollo.

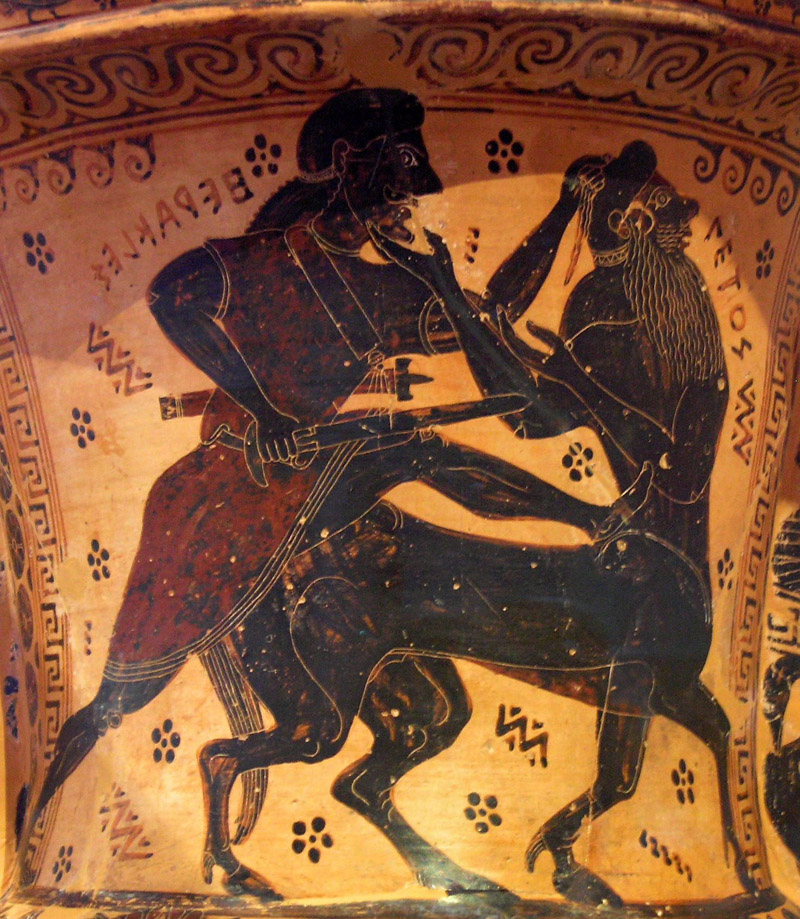
Detalle de la pintura del cuello: Heracles matando a Neso.

La escena más importante muestra al pintor en el cuello: Heracles tira del centauro Neso con su mano izquierda por el pelo, con su pierna izquierda le da una patada en la espalda. En su mano derecha tiene su espada lista para clavársela y está a punto de matar a Neso. El centauro tiene un cuerpo de caballo alargado y delgado, con los brazos echados hacia atrás sin poder hacer nada, las piernas dobladas y la cara cubierta por una barba larga y descuidada. Heracles se muestra diferente, luciendo una barba cuidada y recortada. Lleva una túnica de longitud media y manga corta de color rojo. Sobre su hombro izquierdo cuelga la vaina de su espada. Las figuras están identificadas por inscripciones: Heracles se identifica en la escritura de la izquierda (ΒΕΡΑΚΛΕΣ), Neso por el epígrafe de la derecha ΝΕΤΟΣ. Por ella, John Beazley nombró al pintor, pero utilizó la forma ática completa del nombre, Nettos, en lugar de Netos. Desde entonces, el uso de la forma del nombre Neso ha sido aceptado por la mayoría. El pintor utilizó toda la anchura y la altura para su escena del cuello.
La composición de la panza muestra a tres gorgonas aladas que corren hacia la derecha en un esquema de carrera de rodillas. Las túnicas y partes de los rostros están pintados con pintura roja opaca. El friso del delfín de abajo solo se conserva fragmentariamente, pero el friso del escaso hombro de la vasija, que separa el cuello y el cuerpo, está bien conservado. Aquí el pintor ha añadido un entrelazamiento ornamental y vegetal. A ambos lados del cuello hay asas rellenas y pintadas, cada una de las cuales contiene dos pequeños campos pictóricos separados por una franja de grecas. La parte superior de cada campo está ocupada por un búho y la inferior por un cisne. Mientras que la mayor parte de las representaciones del ánfora se representan desplazadas hacia la derecha —con la excepción del grupo de delfines que se mueven hacia la izquierda—, los animales de las pinturas de las asas están alineados en el cuello: Los búhos miran hacia fuera, los cisnes hacia el cuello. Las grecas también bordean el borde de las asas y encierran el campo de la imagen del cuello a la izquierda y a la derecha. Una estrecha banda de ornamento en forma de perro corredor media hasta el labio, que el pintor de Neso decoró en el exterior con un conjunto de frisos de unos 30 cisnes. Sobre los espacios abiertos de todo el vaso distribuyó ornamentos de relleno, en su mayor parte, de tipo "borón", rosetas y líneas en zigzag. 
El ánfora sirvió como señalizador de tumba. Se encontró en la calle de El Pireo, cerca de la puerta de Dípilon, en la necrópolis del Cerámico, en Atenas. Está expuesta en el Museo Arqueológico Nacional de Atenas con el número de inventario 1002. El vaso está fechado en el periodo comprendido entre el 615 y el 605 a. C. 